# Paloncha
Paloncha fou un estat tributari protegit, un samasthan feudatari del principat d'Hyderabad, format per sis «subtalukes» amb una superfície aproximada de 2000 km² i una població el 1901 de 38.742 habitants. A l'inici del segle XX, els seus ingressos eren d'unes 70.000 rúpies i pagava un tribut de 45.875 rúpies. El riu Godavari el creuava del nord-oest al sud-est.
L'estat ja existia abans del regnat de Pratap Rudra de Warangal, que va donar al governant el títol de Ashwarao (ashwa = cavall en sànscrit). A la conquesta de Warangal pels musulmans el sultà de Delhi va concedir les parganes de Hasanabad i Sankargiri (Paloncha) a Anappa Ashwarao (1324) i van romandre en possessió ininterrumpuda de la família durant 18 generacions, fins a 1698, per després retornar altre cop al seu poder.
El 1769 Narsinha Ashwarao va morir en batalla contra Zafar al-Daula, que va saquejar els tresors del raja i va prendre possessió dels seus arxius, documents i sanads gravats en làmines de coure. El 1798 el nizam va concedir un sanad a Venkatram Ashwarao, amb la condició que havia de mantenir dos mil cavallers i tres mil soldats de peu, condició que no va durar gaire. Dissensions entre dues branques de la família es van iniciar en aquest temps i van seguir durant anys fins al 1858 quan Sir Salar Jang, ministre d'Hyderabad, les va acabar, concedint un nou sanad a Raja Sitaram Chandra i al mateix temps les talukes de Bhadrachalam i Rekapalii, situades a l'esquerra del Godavari, foren ocupades pels britànics; el raja, que tenia forts deutes i havia hipotecat el samasthan a un banquer, va morir sense successió i durant 12 anys va estar en mans del banquer i al final va obtenir el reconeixement d'un deute de lakhs. El nizam en va pagar 3 lakhs en efectiu i va concedir al banquer les talukes de Mallur i Ramanjavaram a canvi de la resta, confiscant l'estat. La mare del raja va morir el 1875 però abans de morir va adoptar un successor, fill de la seva filla.
Després d'una investigació el govern britànic va restaurar les talukes de Bhadrachalam i Rekapalli al raja que també va rebre 6 talukes del nizam a canvi del pagament de tres lakhs (que el nizam havia satisfet al banquer). Entre 1324 i 1900 vint-i-vuit rages van governar l'estat. La capital original fou Paloncha, i més tard ho fou Bhadrachalam, i finalment al segle XIX va passar a Ashwaraopet 